# Enrique Kistenmacher
Enrique Kistenmacher, född 4 april 1923, död 11 februari 1990, var en argentinsk friidrottare. Han deltog vid olympiska sommarspelen 1948.